# North Elmham
North Elmham är en ort  och civil parish  i Storbritannien.   Den ligger i grevskapet Norfolk och riksdelen England, i den sydöstra delen av landet, 160 km nordost om huvudstaden London. North Elmham ligger 29 meter över havet och antalet invånare är 2 096.
Terrängen runt North Elmham är huvudsakligen platt. North Elmham ligger nere i en dal.Runt North Elmham är det ganska tätbefolkat, med 96 invånare per kvadratkilometer. Närmaste större samhälle är East Dereham, 7,1 km söder om North Elmham. Trakten runt North Elmham består till största delen av jordbruksmark.